# Maddalena Guglielmina di Württemberg
Maddalena Guglielmina di Württemberg (Stoccarda, 7 novembre 1677 – Durlach, 30 ottobre 1742) era figlia di Guglielmo Ludovico, Duca di Württemberg dal 1674 al 1677, e di Maddalena Sibilla d'Assia-Darmstadt.

## Biografia
Venne data in sposa a Carlo Guglielmo, figlio ed erede del margravio Federico VII di Baden-Durlach, nel quadro di un'alleanza tra le casate di Baden-Durlach e di Württemberg, in ragione del quale suo fratello Eberardo Ludovico aveva già sposato la sorella di Carlo, Giovanna Elisabetta; il matrimonio venne celebrato a Stoccarda il 27 giugno 1697.
Considerato che Maddalena Guglielmina aveva un naso grosso ed altri difetti, non corrispose all'ideale di bellezza del marito, amante delle belle donne. Per tali motivi, dopo aver generato un figlio ed erede, i coniugi si allontanarono.
Alla morte del suocero nel 1709, suo marito Carlo Guglielmo divenne margravio del Baden-Durlach. Allorché egli, nel 1715, fece erigere la nuova Residenza di Karlsruhe, vi si trasferì da solo, mentre la moglie rimase nel castello di Karlsburg.
Dopo che il marito morì nel 1738, Maddalena Guglielmina fu tutrice del nipote Carlo Federico per il periodo di nove anni.
Alla sua morte, Maddalena Guglielmina venne sepolta nella cripta del castello di Pforzheim.

## Discendenza
Maddalena Guglielmina diede alla luce tre figli:
- Carlo Magnus (Durlach, 21 gennaio 1701-Losanna, 12 gennaio 1712);
- Federico di Baden-Durlach (Stoccarda, 7 ottobre 1703-Karlsruhe, 26 marzo 1732);
- Augusta Maddalena (Karlsburg, 13 novembre 1706-Basilea, 25 agosto 1709).

L'unico a raggiungere l'età adulta fu Federico, che venne fatto sposare ad Anna Carlotta di Nassau-Dietz-Orange, da cui ebbe discendenza, ma che non riuscì a succedere al padre in quanto morì sei anni prima di lui. Alla morte di Carlo III Guglielmo gli successe il nipote Carlo Federico, figlio di Federico.

## Ascendenza
|                                          |                                  |                                       | Genitori                                     |  |  | Nonni |  |  | Bisnonni                            |  |  | Trisnonni                     |  |
|                                          |                                  |                                       |                                              |  |  |       |  |  | 8. Giovanni Federico di Württemberg |  |  | 16. Federico I di Württemberg |  |
|                                          |                                  |                                       |                                              |  |  |       |  |  | 8. Giovanni Federico di Württemberg |  |  | 16. Federico I di Württemberg |  |
|                                          |                                  | 17. Sibilla di Anhalt                 |                                              |  |  |       |  |  | 8. Giovanni Federico di Württemberg |  |  |                               |  |
| 4. Eberardo III di Württemberg           |                                  |                                       |                                              |  |  |       |  |  | 8. Giovanni Federico di Württemberg |  |  |                               |  |
|                                          |                                  | 9. Barbara Sofia di Brandeburgo       | 18. Gioacchino Federico di Brandeburgo       |  |  |       |  |  |                                     |  |  |                               |  |
|                                          |                                  | 9. Barbara Sofia di Brandeburgo       | 18. Gioacchino Federico di Brandeburgo       |  |  |       |  |  |                                     |  |  |                               |  |
|                                          |                                  | 9. Barbara Sofia di Brandeburgo       | 19. Caterina di Brandeburgo-Küstrin          |  |  |       |  |  |                                     |  |  |                               |  |
| 2. Guglielmo Ludovico di Württemberg     |                                  | 9. Barbara Sofia di Brandeburgo       |                                              |  |  |       |  |  |                                     |  |  |                               |  |
|                                          |                                  | 10. Giovanni Casimiro di Salm-Kyrburg | 20. Ottone I di Salm-Kyrburg                 |  |  |       |  |  |                                     |  |  |                               |  |
|                                          |                                  | 10. Giovanni Casimiro di Salm-Kyrburg | 20. Ottone I di Salm-Kyrburg                 |  |  |       |  |  |                                     |  |  |                               |  |
|                                          |                                  | 10. Giovanni Casimiro di Salm-Kyrburg | 21. Ottilia di Nassau-Weilburg               |  |  |       |  |  |                                     |  |  |                               |  |
| 5. Anna Caterina Dorotea di Salm-Kyrburg |                                  | 10. Giovanni Casimiro di Salm-Kyrburg |                                              |  |  |       |  |  |                                     |  |  |                               |  |
|                                          |                                  | 11. Dorotea di Solms-Laubach          | 22. Giovanni Giorgio di Solms-Laubach        |  |  |       |  |  |                                     |  |  |                               |  |
|                                          |                                  | 11. Dorotea di Solms-Laubach          | 22. Giovanni Giorgio di Solms-Laubach        |  |  |       |  |  |                                     |  |  |                               |  |
|                                          |                                  | 11. Dorotea di Solms-Laubach          | 23. Margherita di Schönburg-Glauchau         |  |  |       |  |  |                                     |  |  |                               |  |
| 1. Maddalena Guglielmina di Württemberg  |                                  | 11. Dorotea di Solms-Laubach          |                                              |  |  |       |  |  |                                     |  |  |                               |  |
|                                          | 12. Giorgio II d'Assia-Darmstadt | 24. Luigi V d'Assia-Darmstadt         |                                              |  |  |       |  |  |                                     |  |  |                               |  |
|                                          | 12. Giorgio II d'Assia-Darmstadt | 24. Luigi V d'Assia-Darmstadt         |                                              |  |  |       |  |  |                                     |  |  |                               |  |
|                                          | 12. Giorgio II d'Assia-Darmstadt | 25. Maddalena di Brandeburgo          |                                              |  |  |       |  |  |                                     |  |  |                               |  |
| 6. Luigi VI d'Assia-Darmstadt            | 12. Giorgio II d'Assia-Darmstadt |                                       |                                              |  |  |       |  |  |                                     |  |  |                               |  |
|                                          |                                  | 13. Sofia Eleonora di Sassonia        | 26. Giovanni Giorgio I di Sassonia           |  |  |       |  |  |                                     |  |  |                               |  |
|                                          |                                  | 13. Sofia Eleonora di Sassonia        | 26. Giovanni Giorgio I di Sassonia           |  |  |       |  |  |                                     |  |  |                               |  |
|                                          |                                  | 13. Sofia Eleonora di Sassonia        | 27. Maddalena Sibilla di Hohenzollern        |  |  |       |  |  |                                     |  |  |                               |  |
| 3. Maddalena Sibilla d'Assia-Darmstadt   |                                  | 13. Sofia Eleonora di Sassonia        |                                              |  |  |       |  |  |                                     |  |  |                               |  |
|                                          |                                  | 14. Federico III di Holstein-Gottorp  | 28. Giovanni Adolfo di Holstein-Gottorp      |  |  |       |  |  |                                     |  |  |                               |  |
|                                          |                                  | 14. Federico III di Holstein-Gottorp  | 28. Giovanni Adolfo di Holstein-Gottorp      |  |  |       |  |  |                                     |  |  |                               |  |
|                                          |                                  | 14. Federico III di Holstein-Gottorp  | 29. Augusta di Danimarca                     |  |  |       |  |  |                                     |  |  |                               |  |
| 7. Maria Elisabetta di Holstein-Gottorp  |                                  | 14. Federico III di Holstein-Gottorp  |                                              |  |  |       |  |  |                                     |  |  |                               |  |
|                                          |                                  | 15. Maria Elisabetta di Sassonia      | 30. Giovanni Giorgio I di Sassonia (= 26)    |  |  |       |  |  |                                     |  |  |                               |  |
|                                          |                                  | 15. Maria Elisabetta di Sassonia      | 30. Giovanni Giorgio I di Sassonia (= 26)    |  |  |       |  |  |                                     |  |  |                               |  |
|                                          |                                  | 15. Maria Elisabetta di Sassonia      | 31. Maddalena Sibilla di Hohenzollern (= 27) |  |  |       |  |  |                                     |  |  |                               |  |
|                                          |                                  | 15. Maria Elisabetta di Sassonia      |                                              |  |  |       |  |  |                                     |  |  |                               |  |